# Mirza Nezam
Mirza Nezam – wieś w Iranie, w ostanie Azerbejdżan Zachodni, w szahrestanie Mijandoab. W 2006 roku liczyła 44 mieszkańców.